# Limnophila allosoma
Limnophila allosoma är en tvåvingeart som beskrevs av Paul Gustav Eduard Speiser 1908.
Limnophila allosoma ingår i släktet Limnophila och familjen småharkrankar. Artens utbredningsområde är Tanzania. Inga underarter finns listade i Catalogue of Life.